# Jazz dans la nuit
Jazz dans la nuit is een compositie van Albert Roussel. Het is een toonzetting van een gedicht van René Dommange. Degenen die een jazznummer in de trant van Ella Fitzgerald verwachten komen bedrogen uit. Het werk begint uiterst dissonant. Vervolgens ontrolt zich een klassiek lied. De tekst omschrijft de omgeving waarin jazz in Parijs kan gedijen, zonder het ooit te benoemen: een toevallig danspartijtje in een park op een zwoele avond.
De eerste uitvoering vond plaats in de Salle Gaveau op 18 april 1929 in een concert gewijd aan de muziek van Roussel. Claire Coiza zong met Roussel achter de piano